# Xã Willowbank, Quận LaMoure, Bắc Dakota
Xã Willowbank (tiếng Anh: Willowbank Township) là một xã thuộc quận LaMoure, tiểu bang Bắc Dakota, Hoa Kỳ. Năm 2010, dân số của xã này là 135 người.